# Eriosema youngii
Eriosema youngii är en ärtväxtart som beskrevs av Baker f. Eriosema youngii ingår i släktet Eriosema och familjen ärtväxter. Inga underarter finns listade i Catalogue of Life.